# П-35 «Сатурн»
П-35 «Сатурн» (або П-35 «Дренаж», індекс ГРАУ - 1РЛ110, за класифікацією НАТО - «Bar Lock») — двокоординатна станція радіолокації кругового огляду для військ ППО, ВПС, ВМФ і в радіотехнічних формуваннях військ ППО як модернізація П-30.
Розроблена в кінці 1950-х років.

## Призначення та особливості
Двокоординатна РЛС кругового огляду (далекомір) використовувалася у військах ППО країни СРСР, у ВПС, в частинах ППО ВМФ і в радіотехнічних формуваннях військ ППО СВ як модернізація П-30. На відміну від П-30 в П-35 верхнє антенне дзеркало було встановлено горизонтально з деяким нахилом у кутомісній площині, наявний один дециметровий канал замінений сантиметровим.

## Основні характеристики[2]
- Радіус зони огляду — 350 км;
- Частота запуску — 375 Гц;
- Кількість каналів — 6 (4 на нижньому дзеркалі, 2 - на верхньому);
- Діапазон несучих частот — 2700-3100 МГц;
- Швидкість огляду простору — 6 об/хв;
- Висота огляду простору — 85 000 м;
- Екіпаж — 8 осіб;
- Час розгортання тренованим екіпажем — 12 год;

## Модифікації
- РЛС П-35М (Сатурн) — випробування пройшла 1961 року. Відрізнялася зміненою конструкцією дзеркал антен, збільшенням меж та швидкостями нахилу цих дзеркал.[1]
- РЛС П-37 (Меч) — відрізнялася від П-35М покращеним захистом від пасивних перешкод та метеофакторів, а також забезпечувала виявлення та проведення цілей на малих висотах (50—300 м) у ближній зоні.